# Kurt Kötzsch
Kurt Kötzsch

Link zum Bild

Kurt Kötzsch (* 18. September 1907 in Wattenscheid; † 13. März 1982) war ein deutscher Politiker und Landtagsabgeordneter (SPD).
Nach dem Besuch der Volksschule war er ab 1925 bei den Vereinigten Elektrizitätswerken beschäftigt. 1925 wurde Kötzsch Mitglied der SPD und war in zahlreichen Parteigremien vertreten. Vom 2. November 1948 bis zum 15. Dezember 1949 war er Oberbürgermeister von Wattenscheid. Zeitweise war er auch Mitglied im Stadtrat.
Vom 20. April 1947 bis zum 17. Juni 1950 war Kötzsch Mitglied des Landtags des Landes Nordrhein-Westfalen. Er wurde im Wahlkreis 101 Wattenscheid direkt gewählt.